# جو مارتن (لاعب كرة قاعدة)
جو مارتن (بالإنجليزية: Joe Martin)‏ هو لاعب كرة قاعدة أمريكي، ولد في 28 يوليو 1911 في سايمور (ميزوري) في الولايات المتحدة، وتوفي في 28 سبتمبر 1960 في بوفالو في الولايات المتحدة.

## وصلات خارجية
- جو مارتن (لاعب كرة قاعدة) على موقعبيزبول رفرنس.كوم (الدوري الرئيسي) (الإنجليزية)
- جو مارتن (لاعب كرة قاعدة) على موقعبيزبول رفرنس.كوم (الدوري الثانوي) (الإنجليزية)